# Bukit Timah Road

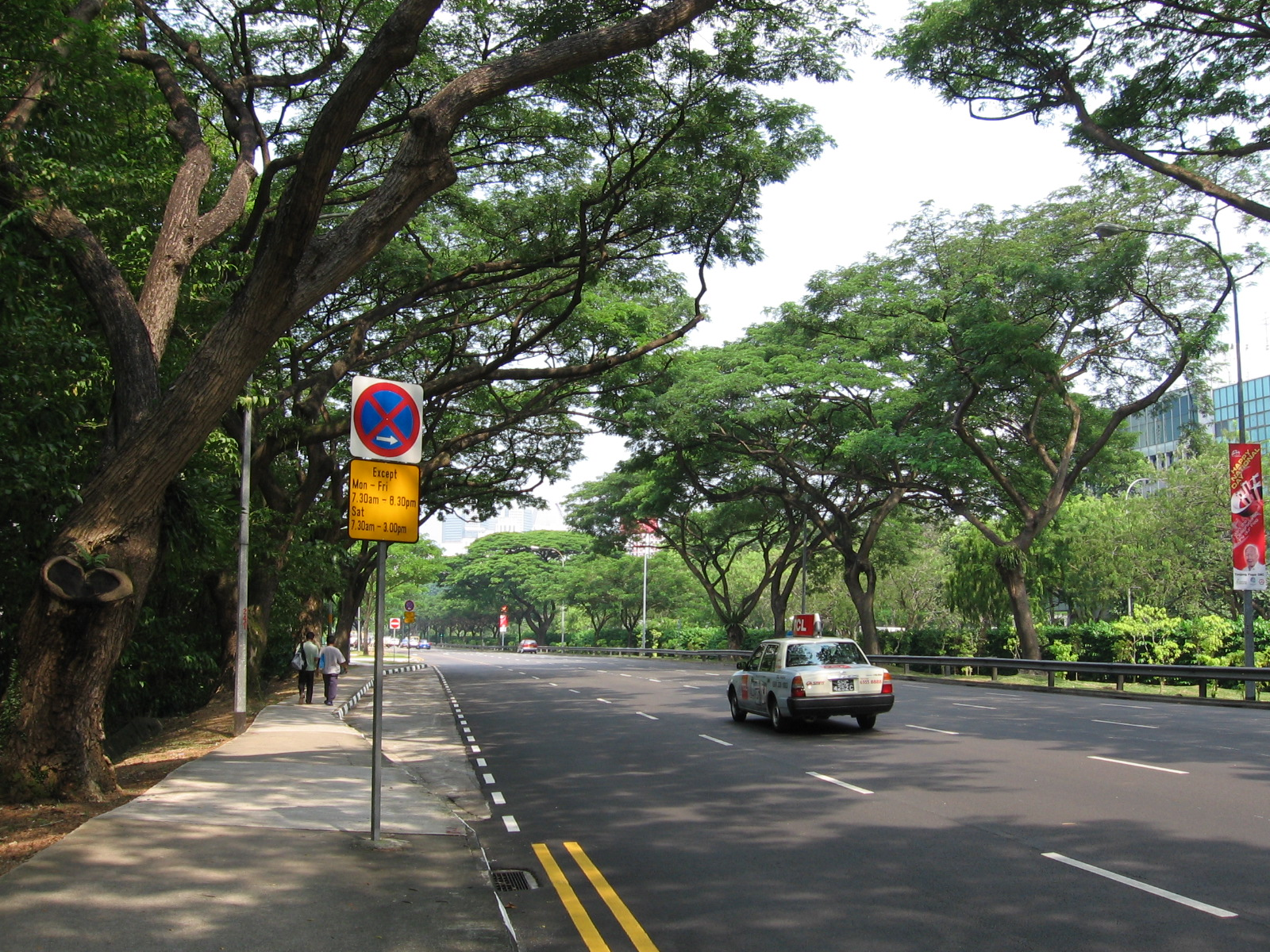
Bukit Timah Road

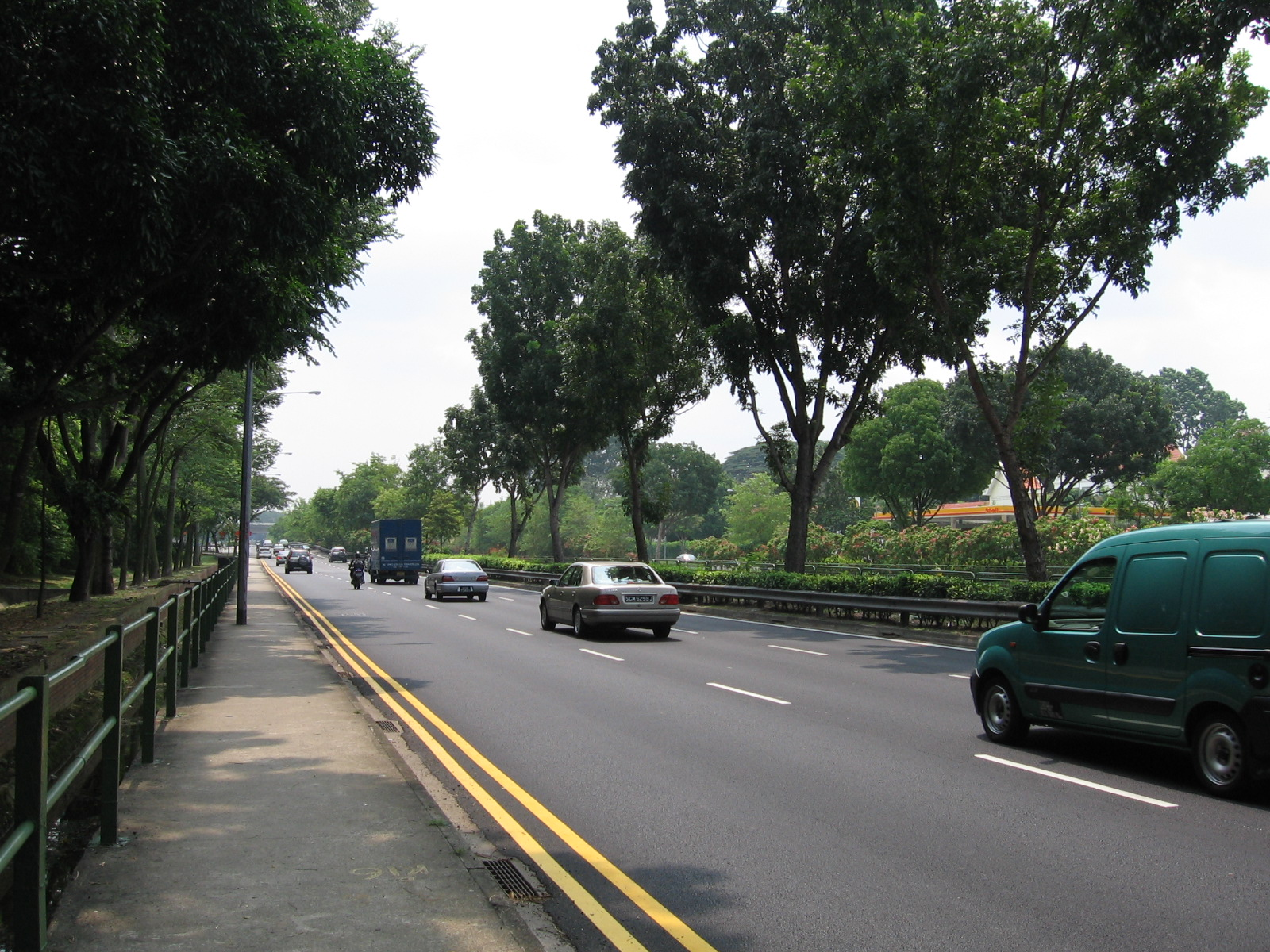
Bukit Timah Road verläuft unter anderem am Bukit Timah vorbei

Die Bukit Timah Road (chin.: 武吉知馬路; malaiisch: Jalan Bukit Timah) ist eine Hauptstraße, die vom Stadtzentrum Singapurs bis nach Johor Bahru in Malaysia reicht. Die Straße hat eine Länge von 25 km und ist somit eine der längsten Straßen in Singapur. Ihren Namen verdankt sie der höchsten Erhebung Singapurs, dem Bukit Timah.